# Real Unión Club
El Real Unión Club es un club de fútbol español de la ciudad de Irún, Guipúzcoa, que milita en la Primera Federación, tercera categoría del fútbol nacional. Fue fundado en 1902 con la denominación de «Irún Football Club». En 1908, ya como «Irún Sporting Club» sufre una escisión, de la que surge el «Racing Club de Irún». La división duró apenas seis años, hasta que en 1915 se zanjan las diferencias, y se alcanza la reunificación, adoptándose , como resultado de esta fusión, la denominación de «Unión Club», con el título de “Real” , concedido por Alfonso XIII dos años antes. Su primer equipo disputa sus partidos como local en el Stadium Gal, con capacidad de 6344 espectadores.
El Real Unión es un club histórico, fue uno de los diez clubes fundadores del Campeonato Nacional de Liga en 1929 y tiene cuatro títulos de Copa del Rey. Pese a ello, solo ha disputado cuatro temporadas en Primera División. Su época dorada llegó hasta principios de los años 1930, cuando el profesionalismo entró en el mundo del fútbol y los clubes de las capitales de provincia, como la Real Sociedad en Guipúzcoa, predominaron sobre el resto.
El escudo del club ha variado muy poco desde su fundación y consiste en un círculo en el que se encuentran las iniciales «U», «C» e «I», con la corona real en su parte superior, mientras que el uniforme tradicional del club es camiseta blanca y pantalón y medias negras. Cabe destacar que el primer gol del primer partido internacional en la historia de la selección española, disputado en los Juegos Olímpicos de Amberes, lo marcó el 28 de agosto de 1920 ante Dinamarca, el jugador irundarra Patricio Arabolaza.

## Historia

### El Racing y el Sporting
Irún fue una de las primeras ciudades en España donde caló profundamente la afición al fútbol, probablemente debido a su cercanía con Francia, país al que este deporte llegó antes que a España. El primer club de fútbol irundarra fue el Irún Football Club, fundado en 1902, y que en 1907 pasaría a llamarse Irún Sporting Club. De una escisión de este equipo surgió un año después el Racing Club de Irún. Durante la primera década del siglo XX «racinguistas» y «sportinguistas» establecieron una gran rivalidad entre sí, dividiendo a la población de esta ciudad, que por aquel entonces contaba con 10 000 habitantes.
En 1910 el Irún Sporting Club se inscribió en el Campeonato de España aunque no llegó a participar finalmente al perder el partido de acceso frente al Vasconia Sporting Club, club bajo el que compitió amparado la Sociedad de Foot-Ball de San Sebastián. Sí participaría en cambio, en el campeonato de 1912 (Barcelona), donde cayó en semifinales ante la Gimnástica Española. Al año siguiente fue el Racing de Irún quien jugó la edición de 1913 (Madrid), y venció en la semifinal al Foot-Ball Club España por 1-0 en un partido que tuvo la particularidad de que seis goles fueron anulados. Disputó la final contra el laureado Athletic Club finalizando con un resultado de empate a dos tantos, incluso tras la disputa de una prórroga. Un encuentro de desempate se disputó al día siguiente (23 de marzo) que dio con la victoria de los irundarras por 1-0. La histórica plantilla que se proclamó campeona del torneo estaba formada por Ayestarán; Arocena, Carrasco; Izaguirre, Boada, Echart; San Bartolomé —autor del decisivo tanto—, Iñarra, Patricio Arabolaza, Ignacio Arabolaza y Retegui.
La victoria justificó su presencia en el partido inaugural del estadio de San Mamés, el 21 de agosto de 1913, frente al Athletic Club, con resultado de empate a un gol.
La recepción de los Campeones de España en Irún fue apoteósica,[cita requerida] y a ella se sumaron también los aficionados del Sporting. Este éxito permitió limar diferencias entre ambas aficiones, que hasta entonces habían estado fuertemente enfrentadas, habiéndose producido incluso ocasionales incidentes. Según se cuenta, fue el propio rey Alfonso XIII quien aconsejó a los dirigentes de ambos clubes que se fusionaran en un único equipo y resultar así más fuertes y competitivos. La idea fue aceptándose poco a poco entre los aficionados de ambos equipos, y empezaron a ver con buenos ojos la creación de un único club que representara a Irún. Finalmente, el 9 de mayo de 1915 una asamblea conjunta se acordó la fusión que dio con el Real Unión Club de Irún. Desglosando su denominación, el título de «real» le fue otorgado al estar bajo el «patrocinio» del rey, y «Unión Club» por la evidente vía constitutiva.

### Primeros años tras la fusión  y segundo título de Copa

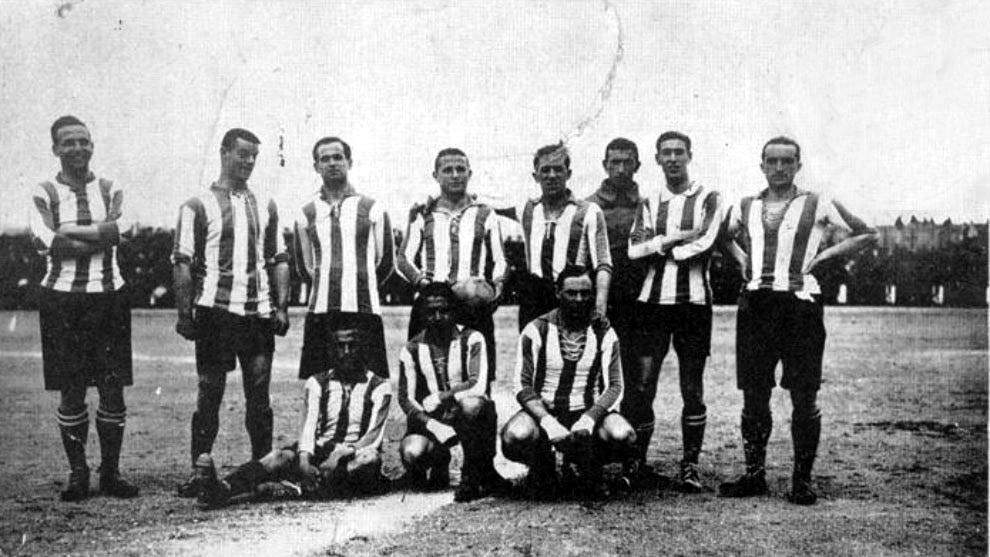
Equipo del Real Unión campeón de la Copa del Rey en 1918.

El primer partido del club con su actual denominación se jugó el 29 de junio de 1915 en el estadio de Amute y enfrentó al Real Unión con la Real Sociedad, con victoria de los irundarras por 6-1. La tradicional rivalidad que enfrentaba a los antiguos equipos iruneses fue sustituida por la rivalidad con sus vecinos de la capital. Real Sociedad y Real Unión fueron durante varias décadas grandes rivales. En las primeras décadas del siglo XX la afición de la Real Sociedad se concentraba básicamente en la capital, en la ciudad de San Sebastián; mientras que en el resto de la provincia de Guipúzcoa contaban con más seguidores el Real Unión o el Athletic Club, dependiendo de la zona.
Los otros grandes rivales del Real Unión en la época serían el Athletic Club y el Arenas de Guecho, principales contendientes en el Campeonato Regional. En 1917 el Real Unión se convertiría en el primer equipo en lograr vencer al Athletic en su campo de San Mamés.
En 1918 el Real Unión se impuso a Athletic, Arenas y Real Sociedad en el Campeonato Norte, torneo regional que enfrentaba a los equipos vascos. Su triunfo en este torneo le permitió clasificarse por primera vez para la Copa del Rey, en la que desde 1914 podían participar únicamente los campeones de los torneos regionales. En la copa de 1918, disputada en Madrid, el Real Unión se deshizo sin problemas del Sporting de Gijón y del Fortuna de Vigo por sendas goleadas de 4-1. La final enfrentó al Real Unión con el Real Madrid un 12 de mayo de 1918 en el estadio de O'Donnell, que pertenecía al Atlético de Madrid, y venció el Real Unión por 2-0. El Real Unión formó con Muguruza; Carrasco, Múgica; Emery, René Petit, Eguiazábal; Angoso, Juan Legarreta, Patricio Arabolaza, Amantegui y Acosta. La prensa madrileña admitió la superioridad de los fronterizos frente al Real Madrid, pero la final no estuvo exenta de polémicas ya que el primer gol de los iruneses fue un gol fantasma muy protestado por el público. En la segunda parte continuó la polémica, ya que el Madrid reclamó hasta dos penaltis por manos en el área irunesa.  Los dos goles iruneses fueron obra de Legarreta.
La temporada siguiente (1918-19) el Campeonato Norte sufrió una escisión, al quedar dividido en dos campeonatos, uno guipuzcoano y otro vizcaíno. El campeonato guipuzcoano sería de ahí en adelante un eterno mano a mano entre Real Sociedad y Real Unión. El primer campeonato guipuzcoano fue vencido por la Real Sociedad, ya que aunque el Real Unión no perdió ningún partido del torneo, en la última jornada se retiró del encuentro que disputaba contra la Real Sociedad al considerar que el arbitraje era demasiado favorable a los donostiarras. Este incidente aumentó aún más la rivalidad entre realistas y unionistas e impidió que el Real Unión defendiera el título del año anterior en Madrid.

### Los dorados años veinte
Los años 20 pueden considerarse la época dorada del club irunés. El campeonato de Guipúzcoa era un mano a mano entre dos potentes equipos: el Real Unión y la Real Sociedad, en el que los irundarras, a lo largo de la década, se alzaron con 6 victorias por 4 de los donostiarras. La victoria en este campeonato regional suponía la clasificación para la Copa del Rey donde el campeón guipuzcoano se enfrentaba a los demás campeones regionales. Solo los campeonatos vizcaíno, catalán y central (Madrid) tenían clubes de nivel equiparable al Real Unión, por lo que la Copa se decidía entre alguno de los 4 campeones de estas regiones.
En 1920 dos jugadores del Real Unión: Ramón Eguiazábal y Patricio Arabolaza; y otro que lo había sido hasta un año antes, Joaquín Vázquez, fueron seleccionados para participar en los Juegos Olímpicos de Amberes 1920, competición que supuso el debut de la Selección española. Eguiazábal y Arabolaza formaron parte del primer once de la historia de la selección, y Patricio fue además quien anotó el primer gol de su historia, un 28 de agosto de 1920 ante Dinamarca. La participación española en los Juegos fue un éxito gracias a que la selección española obtuvo la medalla de plata. Otros jugadores internacionales con España que tuvo el Real Unión durante las décadas de 1920 y 1930 fueron Francisco Gamborena, José Echeveste, Juan Errazquin, Sagarzazu, Luis Regueiro, Pedro Regueiro y Julio Antonio Elícegui. Otros dos jugadores iruneses fueron internacionales con Francia durante esa década: René Petit y Manuel Anatol.
En 1920 el F. C. Barcelona, y en 1921 el Athletic de Madrid se cruzaron en semifinales de copa con el Real Unión dejándole fuera de la competición. Si el Barcelona era probablemente el equipo más potente de la época, por el contrario la eliminación frente al Athletic de Madrid fue una sorpresa.
En la copa de 1922, el Real Unión se deshizo del Real Madrid en las semifinales y se plantó en la final frente al Barça, pero los catalanes barrieron al Real Unión por un contundente 5-1 en el campo vigués de Coya. Esta final tampoco estuvo exenta de polémicas. La primera parte comenzó equilibrada, a un primer gol del Barça sucedió el del empate irunés. Sin embargo luego marcó el Barça dos goles más y la gran actuación del portero barcelonista Ricardo Zamora evitó el empate. En la segunda parte se produjo una tángana entre Patricio Arabolaza y el jugador barcelonista Surroca que desembocó en un escándalo monumental, el partido estuvo suspendido media hora y el Real Unión amenazó con retirarse. Posteriormente el partido se reanudó con dos goles postreros del Barça ante un rival completamente descentrado. Los incidentes de aquel partido acarrearon la suspensión de Arabolaza por un año y una multa de 500 pesetas de la época para el Real Unión.

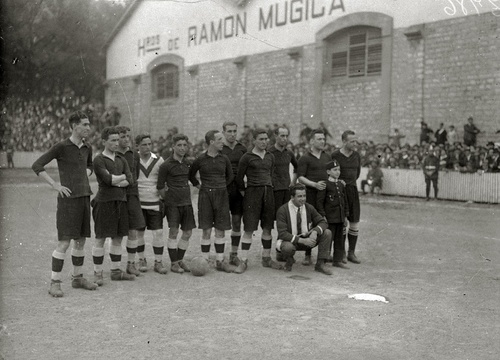
Alineación del Real Unión en la final de la Copa del Rey de 1924 del cual fue campeón.

Al año siguiente el Real Unión no pudo revalidar su título de Campeón de Guipúzcoa al caer en manos de la Real Sociedad. En la temporada 1923-24 en cambio, volvió a ganar el Campeonato Regional y volvió a luchar por el título nacional de 1924. En cuartos de final eliminó al Sevilla Fútbol Club con bastantes dificultades; y en semifinales a su bestia negra, el F. C. Barcelona, en una eliminatoria que se disputó finalmente en tres partidos. La final de la Copa se disputó el 24 de mayo en el Estadio de Atocha de San Sebastián, y enfrentó al Real Unión con el Real Madrid, al que ya había vencido en la final de 1919. La final se decidió por 1-0, gol de Echeveste y supuso el segundo título de Copa de los iruneses. El equipo campeón lo formaban Emery II; Manuel Anatol, Berges; Francisco Gamborena, René Petit, Eguiazábal, Echeveste, Vázquez, Errazquin, Matías y Azurza, con Steve Bloomer como entrenador.
En 1925 el Real Unión no pudo defender su título porque la Real Sociedad le ganó la partida en el Campeonato de Guipúzcoa, dejándole fuera del Campeonato Nacional. En la temporada 1925-26 en cambio, el pulso entre los dos equipos guipuzcoanos lo ganó el Real Unión; además a partir de aquella temporada tuvieron acceso al Campeonato Nacional también los equipos subcampeones de los torneos regionales, lo que supondría que los iruneses participarían a partir de aquel año en todos los campeonatos nacionales, ya que ningún otro equipo de Guipúzcoa era capaz de rivalizar con Real Sociedad y Real Unión. En la Copa del Rey de Fútbol 1926 se cambió entonces de formato, y se disputó una primera eliminatoria que enfrentaba a campeones y subcampeones de Cantabria, Vizcaya y Guipúzcoa, de la cual salieron clasificados los dos equipos guipuzcoanos. El Real Unión logró además clasificarse para semifinales tras eliminar al Deportivo de la Coruña en cuartos, pero cayó en semifinales ante el F. C. Barcelona.
El 19 de septiembre de 1926 se inaugura el nuevo estadio de Real Unión: Stadium Gal situado a unos pocos cientos de metros de la frontera. La construcción del estadio fue asumida por el ayuntamiento y la mitad del coste sufragada por el donativo del empresario irunés Salvador Echeandía. El partido de inauguración enfrentó al Real Unión con el F. C. Barcelona. Aquel año también le fue concedido al Real Unión la Corbata Nacional al Mérito Deportivo.
La temporada 1926-27 puede considerarse como el año culminante de la historia del Real Unión. Aunque ese año no gana el Campeonato de Guipúzcoa, como subcampeón sigue participando en la Copa del Rey de Fútbol 1927. Elimina a Zaragoza y Athletic Club en octavos de final; al Sporting de Gijón en cuartos y al Real Madrid en semifinales. La final le enfrenta al Arenas Club de Guecho en el campo de Torrero de Zaragoza el 15 de mayo de 1927. El partido finalizó con 0-0 pero en la prórroga a falta de 3 minutos marcó Echeveste proclamando al Real Unión campeona de España por 3.ª vez. La alineación del Real Unión estaba formada por Emery; Alza, Bergés; Pedro Regueiro, Francisco Gamborena, Villaverde; Sagarzazu, Luis Regueiro, René Petit, Echeveste y Garmendia. En aquel entonces solo Real Madrid, F. C. Barcelona y Athletic Club tenían un palmarés superior al del Real Unión.
Al año siguiente, en 1928 se crea el Campeonato de Liga, que con el tiempo supondría el declive de los campeonatos regionales, que fueron languideciendo y perdiendo interés hasta desaparecer a finales de la década siguiente, mientras que el Campeonato de España cambiaría su formato convirtiéndose en un torneo de Copa. La creación de la Liga supuso además un espaldarazo definitivo en el proceso de profesionalización del fútbol que ya estaba bastante avanzado a mediados de la década de 1920. En un plazo no muy largo supuso un inexorable declive del Real Unión, que con una base de aficionados menor que los equipos de las grandes ciudades como San Sebastián no podía mantener a sus mejores jugadores en el marco de un fútbol profesionalizado.
Como ganadora de 3 títulos de Copa, el Real Unión fue incluida por méritos propios en la Primera División de España 1928/29 de 10 equipos que comenzó en febrero de 1929. Las primeras temporadas de Liga marcan el rápido declive del que muchos habían considerado el mejor club amateur del fútbol español. En esa primera liga el Real Unión termina en 9.º puesto, solo por delante del Racing de Santander, lo que le permitió aún conservar la categoría, siendo prácticamente la misma plantilla que se había proclamado campeona de España solo dos años antes.

### El declive del club

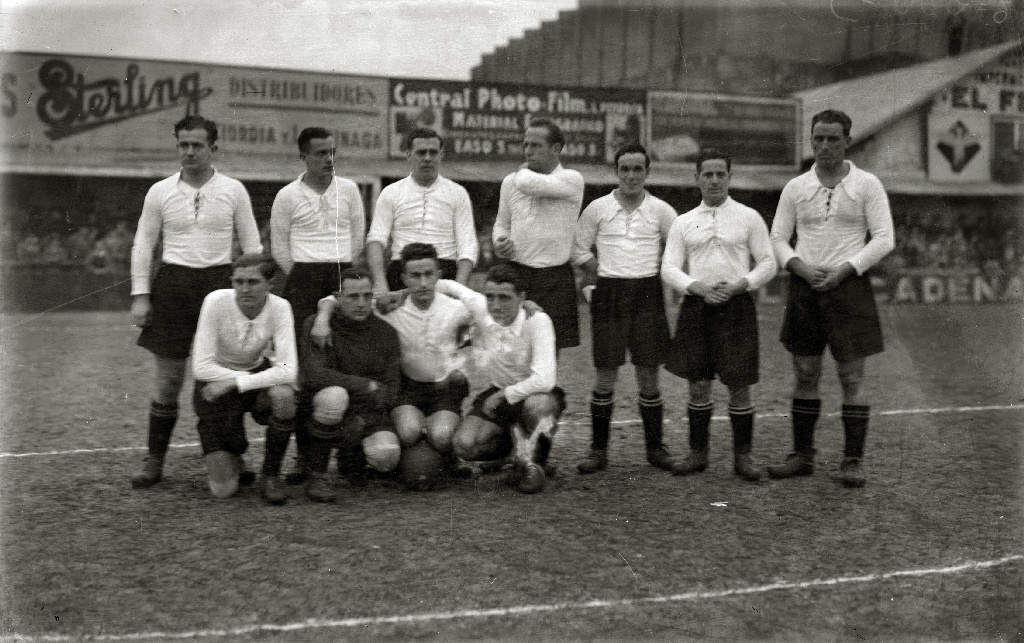
Alineación en un partido disputado en el Estadio de Atotxa de San Sebastián en 1931

En la temporada 1929-30 el Real Unión logra su mejor clasificación en su historia en Primera División con una 6.ª plaza. En la siguiente temporada logra el 7.º lugar. Son clasificaciones discretas en la zona media-baja de la tabla, pero permiten al Real Unión mantenerse aún en primera división. Por otro lado también gana sus dos últimos campeonatos regionales de Guipúzcoa.
En 1931 se proclama la Segunda República y los clubes pierden su título de Real, pasando el Real Unión a denominarse Unión Club de Irún.
En esta época se produce el desmembramiento de la plantilla: El delantero Garmendia marcha en 1930 a la Real Sociedad; en 1931, posiblemente el mejor jugador del equipo, Luis Regueiro, ficha por el Real Madrid; y jugadores como Gamborena o René Petit superan ya los 30 años. Los demás equipos ya profesionales de la Liga se refuerzan mientras el Real Unión no tiene capacidad económica para hacerlo. En ese contexto, en la temporada 1931-32, el equipo acaba en la última plaza de la Primera División y desciende a segunda para no volver nunca más a la élite del fútbol español.
El Real Unión, que recuperó el título de Real en 1938, cayó de la Segunda División a la Tercera División en 1942, y durante muchos años militó en la Tercera División e incluso en categorías regionales. Las temporadas 1958-59 y 1964-65 logró fugazmente volver a la segunda división para volver a caer a tercera. Entre 1977 y 1979 se mantuvo en la recién creada Segunda División B de España.
Durante todos estos años algunos destacados jugadores han militado en las filas del Real Unión, aunque luego desarrollaran su carrera y lograran éxitos en otros clubes, es el caso de los iruneses Javier Irureta y Roberto López Ufarte.

### Fases de ascenso a Segunda División
En 1993 el club ascendió de Tercera a Segunda División B, manteniendo la categoría desde entonces a excepción de la temporada 1997/98 que desciende, recuperando la categoría al año siguiente. En la década de los años 2000, se conmemora en 2002 con la emisión de un sello de correos, el centenario del primer club de fútbol irunés, el Irún Football Club, que en 1907 pasaría a llamarse Irún Sporting Club y que en 1915 da lugar al Real Unión. En esa temporada 2002/03, eliminó al Athletic Club de la Copa del Rey y disputó la fase de ascenso a Segunda División con el Málaga B, Lanzarote y Gramanet, no alcanzando finalmente el ascenso. 
En la temporada 2004/05, con un nuevo formato de ascenso a Segunda, el Real Unión eliminó al Rayo Vallecano y se enfrentó al Lorca Deportiva. En el partido de ida en Lorca el Real Unión venció por 1-2, sin embargo en el partido de vuelta disputado en el Stadium Gal, el Lorca remontó la eliminatoria y se puso 0-2 por delante. Cuando todo parecía perdido, en el tiempo de descuento, el Real Unión marcó el 1-2 lo que supuso el empate de la eliminatoria. Con el mazazo moral que supuso para el Lorca ese empate in extremis y tras la expulsión del jugador del Lorca Iñaki Bea, todo parecía a favor del Real Unión en la prórroga, pero en el momento más inesperado cuando los iruneses estaban volcados al ataque, Juan Carlos Ramos marcó un tanto desde larga distancia que supuso el 1-3 y el ascenso del Lorca. 
En la temporada 2006/07, el Real Unión volvió a disputar la fase de ascenso, siendo eliminado en la primera de las dos eliminatorias que debía superar por el Alicante Club de Fútbol. Tras ganar en el Stadium Gal por 1-0, fue eliminado en el partido de vuelta en Alicante tras perder por 2-0 en la prórroga.

### Ascenso a Segunda División de 2009
En la temporada 2008/09, el equipo alcanza los octavos de final en Copa del Rey. Tras superar las tres primeras rondas ante Lugo (0-3), Sant Andreu (2-1) y Barakaldo (2-1), se enfrentó en dieciseisavos al Real Madrid, al que superó gracias al valor de los goles marcados a domicilio, tras imponerse 3-2 en el partido de ida en Irún y concluir 4-3 la vuelta en el Santiago Bernabéu. De esta manera el Real Unión pasó a ser el primer equipo de 2.ªB en eliminar al Real Madrid en una eliminatoria de ida y vuelta.
En Liga, el equipo concluyó primero del grupo I de la Segunda División B, clasificándose para disputar la eliminatoria de campeones de la fase de ascenso a Segunda División. Pese a ser derrotado en esta eliminatoria por el Cádiz, campeón del grupo IV, continuó en la fase de promoción a Segunda, enfrentándose en primer lugar al Sabadell, al que superó 0-1 en la ida y un 1-1 en la vuelta, alcanzando la tercera y última eliminatoria para ascender. En esta última eliminatoria se enfrentó al Alcorcón, logrando un 0-0 en la ida e imponiéndose 3-1 en la vuelta disputada en un abarrotado Stadium Gal, donde los irundarras ya iban ganando 2-0 en el minuto 15 gracias a los tantos de Goikoetxea y por Eneko Romo. Cuando el árbitro decretó el final del encuentro, la afición invadió el terreno de juego para celebrar el éxito del ascenso junto a sus jugadores. Sin embargo el club no pudo mantener la categoría en la temporada 2009/10 acabando en penúltima posición y descendiendo de nuevo a Segunda B.

### Años 2010
Tras una temporada en Segunda, el equipo desciende a Segunda B. En la temporada 2010/11, el equipo acaba cuarto del Grupo II y disputa la fase de ascenso, en la que no supera la eliminatoria ante el Sevilla Atlético, tras ganar 2-1 en el partido de ida, pero perder 3-0 en el de vuelta. En la temporada 2011/12 el Real Unión realiza una irregular campaña quedando en el puesto 14.º de la tabla, en la 2012/13 acaba octavo y en la 2013/14, en medio de una situación económica delicada, el equipo elude el descenso a Tercera concluyendo en 15.ª posición.
En la temporada 2014/15, el equipo vuelve a diputar la fase de promoción de ascenso, cayendo eliminado a las primeras de cambio contra UCAM Murcia, por un gol del equipo murciano en la prórroga del partido de vuelta, tras el empate a cero del partido de ida en el Stadium Gal. Esta misma temporada se proclama el 16 de abril de 2015, campeón de la Copa Federación al derrotar en la final a doble partido al Castellón.

## Uniforme
- Uniforme local: Camiseta blanca, pantalón negro y medias negras.
- Uniforme visitante: Camiseta amarilla, pantalón azul y medias amarillas.
- Uniforme alternativo: Camiseta roja, pantalón negro y medias rojas.

### Evolución
| 1915 | 2009-10 | 2010-11 | 2011-12 | 2015-16 | 2016-17 | 2021-22 | 2022-23 |

## Estadio

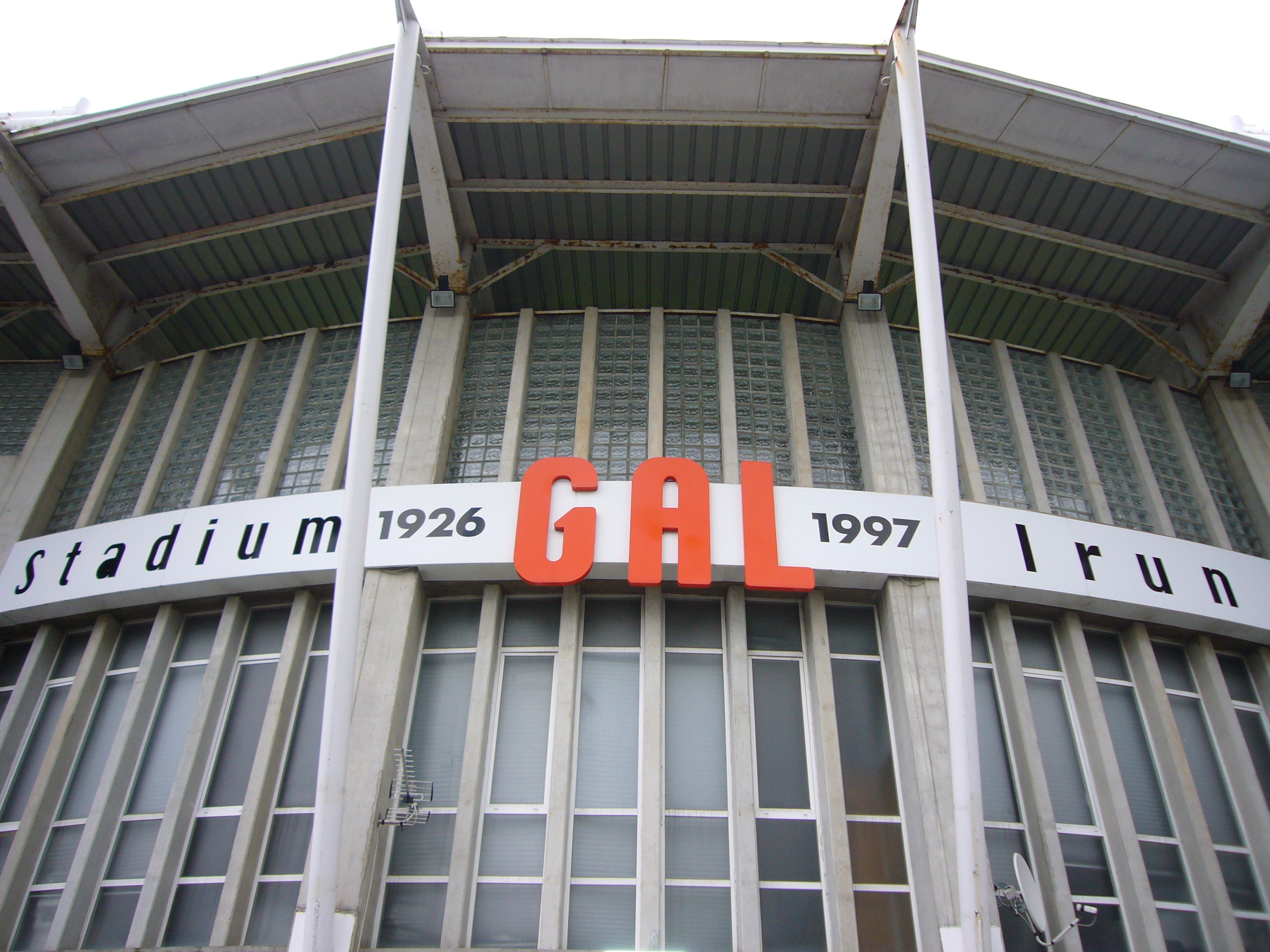
Fachada principal de la tribuna del Stadium Gal.

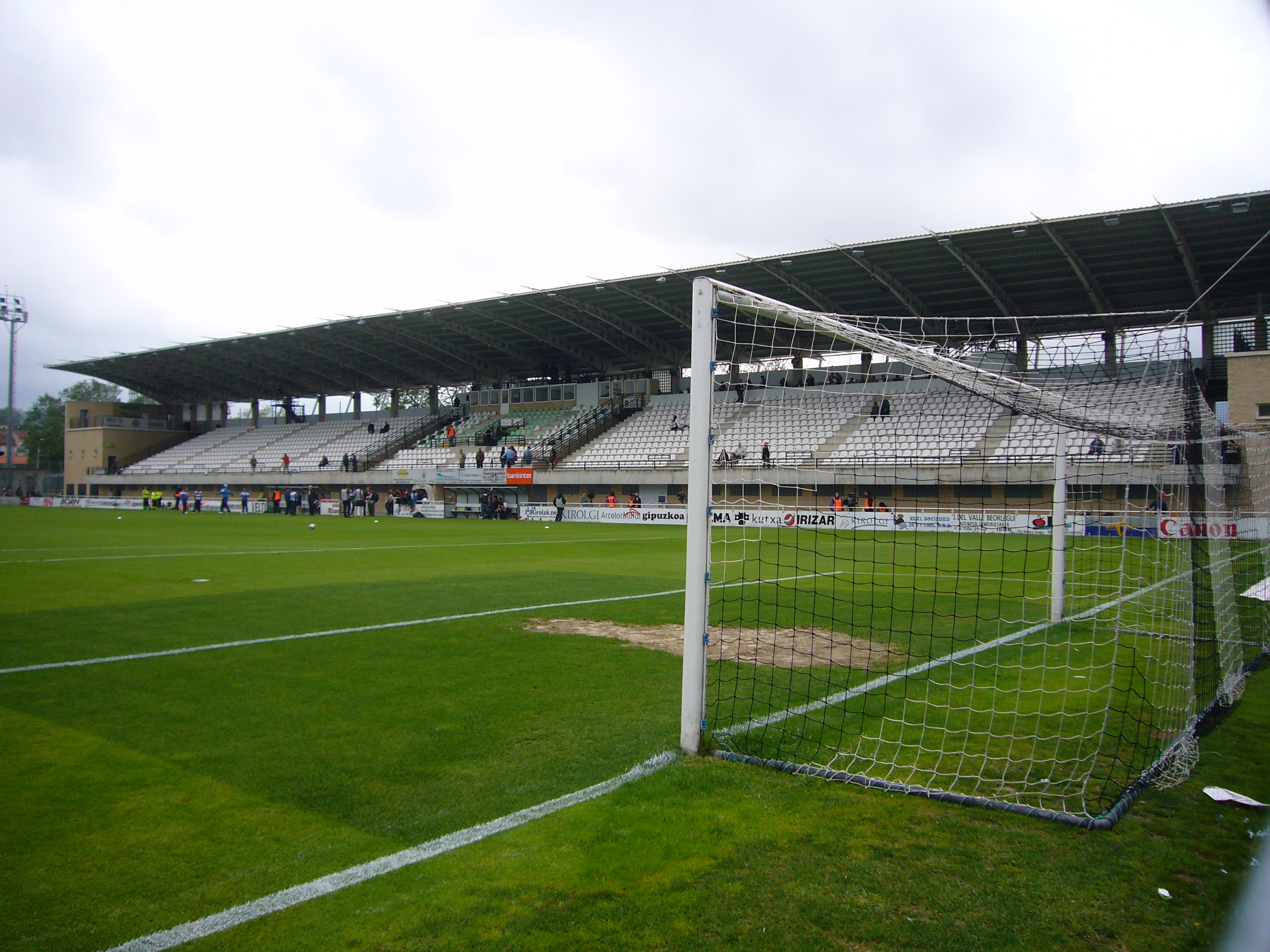
Vista de la tribuna desde uno de los fondos.

Los clubes fundadores del Real Unión, tenían cada uno estadio en propiedad, recintos donde se disputaron consecutivamente las finales de Copa del Rey de 1914 y 1915. El Racing de Irún jugaba en el campo de fútbol de Costorbe, lugar junto al que se construyó una década más tarde el Stadium Gal e inaugurado en 1911. Por su parte, el Sporting de Irún jugaba en el campo de fútbol de Amute, ubicado en el barrio homónimo del municipio de Fuenterrabía, colindante con Irún. Este campo había sido inaugurado en 1910. Cuando ambos clubes se fusionaron, el Real Unión pasó a jugar preferentemente en Amute hasta que en 1926 se construyó el Stadium Gal.

### Stadium Gal
El Stadium Gal es un recinto municipal, con capacidad para 6.344 espectadores e inaugurado en 1926. Se encuentra en la calle Patricio Arabolaza de Irún, a escasos 300 metros de la frontera internacional entre España y Francia.

## Organigrama deportivo
Para un completo detalle de la temporada en curso, véase Temporada 2020-21 del Real Unión Club

## Datos del club
Para los detalles estadísticos del club véase Estadísticas del Real Unión Club

### Denominaciones
- Irún Football Club (1902-1906) Nombre oficial en su fundación.

- Irún Sporting Club (1906-15) Incorporación de nuevas secciones deportivas.

- Racing Club de Irún (1908-13) Escisión del Irún Sporting Club.

- Real Racing Club de Irún (1913-15) Título de “Real” concedido por Alfonso XIII.

- Real Unión Club de Irún (1915-31) Nombre oficial tras la fusión.
- Unión Club de Irún (1931-40) Se proclama la Segunda República Española por lo que todo símbolo o alusión monárquica es eliminado.
- Real Unión Club de Irún (1940-2008) Tras la instauración del Estado Español son restauradas las alusiones monárquicas.
- Real Unión Club, S. A. D.: (2008-Act.) Conversión de la entidad en una Sociedad anónima deportiva (S. A. D.).

## Palmarés
|  | Para más detalles, consultar Palmarés del Real Unión Club y Palmarés de clubes españoles |

Por palmarés y desempeño el Real Unión Club es una de las entidades históricas y centenarias del fútbol español, en el que ha conquistado diversos trofeos de gran índole en el panorama nacional. Entre ellos destacan por importancia tres Copas de España que suman cuatro si se cuenta la ganada por el Racing de Irún en 1913, y le sitúan como uno de los únicos dieciséis equipos del país en vencerla, y motivo por el que fue uno de los clubes en conformar el primer campeonato de liga. Completa su palmarés con nueve trofeos regionales, divididos entre el Campeonato Regional del Norte, el Campeonato Regional de Guipúzcoa y el Mancomunado Guipúzcoa-Navarra.
El club venció además dos Campeonatos de España de Aficionados en 1934 y 1987, y una Copa de la Federación en 2015, todas de carácter amateur, y diversos campeonatos de grupo de ligas menores, inferiores a la Primera División.
Nota: en negrita competiciones vigentes en la actualidad.
| Competición nacional                    | Títulos                                                               | Subcampeonatos |
| --------------------------------------- | --------------------------------------------------------------------- | -------------- |
| Copa de España (3)*                     | 1917-18, 1923-24, 1926-27.                                            | 1921-22. (1)   |
|                                         |                                                                       |                |
|                                         |                                                                       |                |
| Segunda División "B"                    | 2002-03, 2008-09. (Grupo)                                             |                |
| Tercera División (3)                    | 1957-58, 1963-64, 1992-93 1957-58, 1963-64, 1991-92, 1992-93. (Grupo) |                |
| Copa R.F.E.F (1)                        | 2014-15                                                               |                |
| Campeonato de España de Aficionados (2) | 1934, 1987                                                            |                |

Nota *: también ganada en 1912-13 por el Racing de Irún, uno de los dos clubes que se fusionaron para formar el actual Real Unión Club.

| Competición regional y Autonómica          | Títulos | Subcampeonatos                          |
| ------------------------------------------ | --- | --------------------------------------- |
| Copa RFEF (Fase Autonómica de Euskadi) (5) | 1998-99, 2014-15, 2018-19, 2022-23, 2023-24.                                                                    | 2019-20, 2020-21. (2)                   |
| Campeonato Regional del Norte (1)          | 1917-18. |                                         |
| Campeonato Regional de Guipúzcoa (9)       | 1920, 1921, 1922,1924, 1926, 1928, 1930, 1931, 1947. Campeonato Conjunto Guipúzcoa-Navarra. (Récord compartido) | 1918-19, 1922-23, 1924-25, 1926-27. (4) |
| Mancomunado Guipúzcoa-Navarra (8)          | 1919-20, 1920-21, 1921-22, 1923-24, 1925-26, 1927-28, 1929-30, 1930-31. (Récord)                                | 1924-25, 1926-27, 1929-30. (3)          |

### Trayectoria
- Temporadas en 1.ª: 4
- Temporadas en 2.ª: 10
- Temporadas en 1.RFEF: 3
- Temporadas en 2.ªB: 23
- Temporadas en 3.ª: 38
- Mejor puesto en la liga: 6.º (temporada 29-30)
- Peor puesto en Primera división: 10.º (temporada 31-32)

## Filmografía
- Documental TVE (20-4-1970), «Históricos del balompié - Real Unión Club» en rtve.es